# بایرسبرون
بایرسبرون (به آلمانی: Baiersbronn) یک شهر در آلمان است که در فرویدنشتادت واقع شده‌است. بایرسبرون ۱۶٬۰۸۰ نفر جمعیت دارد.

## خواهرخوانده
شهرهای نوژان-لو-روترو و میدهورست خواهرخوانده‌های بایرسبرون هستند.